# Владимир Кіндер
Владимир Кіндер (словац. Vladimír Kinder, нар. 9 березня 1969, Братислава) — чехословацький та словацький футболіст, який виступав на позиції захисника. Футболіст року в Словаччині (1994).

## Клубна кар'єра
Криштофік розпочав свою кар'єру в клубі «Слован» з рідного міста Братислава. З клубом він здобув титул чемпіона Чехословаччини в сезоні 1991/92 і три рази титул чемпіона Словаччини (1993/94, 1994/95, 1995/96). Також із братиславцями Кіндер у 1994 році виграв Кубок та Суперкубок Словаччини. За це був визнаний найкращим футболістом Словаччини у 1994 році.
На початку 1997 року захисник перейшов за 1 мільйон £ в англійський футбольний клуб «Міддлсбро». Перший матч за новий клуб словак провів 25 січня 1997 року в Кубку Англії проти «Генсфорд Таун», в якому його команда перемогла з рахунком 3:2. Перший матч у Прем'єр-лізі футболіст провів 1 березня 1997 проти «Шеффілд Венсдей» (3:1), а перший забив 5 березня в матчі проти «Дербі Каунті» (6:1). У складі «Мідлсбро» футболіст того ж року взяв участь у фіналі кубка Англії та фіналі кубка англійської ліги, втім у обох матчах його команда програла «Челсі» та «Лестер Сіті» відповідно. Загалом у неповному дебютному сезоні 1996/97 Владимир зіграв 10 матчів за клуб в усіх турнірах і забив гол, а «Мідлсбро» посіло 19 місце та вилетіло із Прем'єр-ліги. Наступного року він з командою знову зіграв у фіналі кубка англійської ліги, але і цього разу здобути трофей словак не зумів, оскільки його команда програла «Челсі» 0:2. Натомість у чемпіонаті клуб став другим і повернувся до вищого дивізіону. У сезоні 1998/99 словацький захисник втратив місце в основі і зіграв лише 5 матчів і забив 2 голи у Прем'єр-лізі, а також одну гру у кубку ліги, після чого покинув команду.
1999 року Кіндер перейшов у чеський «Дрновиці», з яким став третім у чемпіонаті в сезоні 1999/00 і кваліфікувався до Кубка УЄФА 2000/01. Там команда вже у першому раунді вилетіла від німецького клубу «Мюнхен 1860», а вже в кінці 2000 року Владимир повернувся на батьківщину, ставши гравцем клубу «Артмедіа» (Петржалка), де провів наступні два з половиною роки і в останньому сезоні став віце-чемпіоном Словаччини.
У 2003 році перейшов до австрійського клубу другого дивізіону «Унтерзібенбрунн», який мав амбіції вийти до вищого турніру, підписавши ряд якісних і досвідчених футболістів. Однак клуб фінішував лише четвертим, після чого клуб суттєво скороти бюджет і Кіндер, який забив вісім голів у 32 матчах чемпіонату, був змушений покинути команду. Наступного сезону він грав в австрійському клубі регіональної ліги «Швадорф», який найняв Кіндера та інших відомих футболістів завдяки новому спонсору Trenkwalder та покращенню фінансового становища.
Завершив кар'єру на батьківщині у аматорських клубах «Пезінок», «Словенскі Гроб» та «Слован» (Кендіце). З 2008 року став працювати у тренерському штабі резервної команди братиславського «Слована». Згодом працював у тренерському штабі Ладислава Пецко у «Татрані».

## Виступи за збірні
У збірній Чехословаччини Кіндер провів лише один матч — 16 червня 1993 року у відбірковому матчі до чемпіонату світу 1994 року з Фарерськими островами, перемігши з рахунком 3:0.
Після розпаду Чехословаччини Кіндер почав грати за збірну Словаччини. Дебютував 2 лютого 1994 року в товариському матчі проти Об'єднаних Арабських Еміратів (1:0) у історичному першому матчі новоствореної збірної. У своїй кар'єрі він грав серед інших у відбіркових матчах до чемпіонату Європи 1996 та 2000 років і чемпіонату світу 1998 року, але на жоден з цих турнірів словаки не пробились. У збірній Словаччини з 1994 по 2001 рік провів загалом 38 матчів і забив 1 гол 20 квітня 1994 року у товариському матчі з Хорватією (4:1).

## Досягнення
- Чемпіон Чехословаччини (1): 1991/92
- Чемпіон Словаччини (3): 1993/94, 1994/95, 1995/96
- Володар кубка Словаччини (1): 1993/94
- Володар Суперкубка Словаччини (3): 1993, 1994, 1996